# اتيغور رحمن ميشو
اتيغور رحمن ميشو (26 أغسطس 1988 في بنغلاديش - ) (بالبنغالية: আতিকুর রহমান মিশু) هو لاعب كرة قدم بنغلاديشي في مركزي الدفاع وقلب الدفاع. شارك مع منتخب بنغلاديش لكرة القدم. أما مع النوادي، فقد لعب مع Brothers Union ‏.

## روابط خارجية
- اتيغور رحمن ميشو على موقع قاعدة بيانات كرة القدم.إي يو (الإنجليزية)
- اتيغور رحمن ميشو على موقع ناشيونال فوتبول تيمز (الإنجليزية)
- اتيغور رحمن ميشو على موقع Soccerway.com (الإنجليزية)
- اتيغور رحمن ميشو على موقع عالم كرة القدم.نت (الإنجليزية)